# Ястров, Моррис
Моррис Ястров (13 августа 1861, Варшава, Царство Польское, Российская империя — 22 июня 1921, Дженкитаун, Пенсильвания, США) — американский ориенталист, исследователь Библии и Древнего Востока.

## Биография
По происхождению был польским евреем, сын Маркуса Ястрова. В пятилетнем возрасте вместе с семьёй эмигрировал (1866) в Филадельфию, США, образование получил в местной школе и Пенсильванском университете, закончив его в 1881 году. Затем до 1885 года учился также в университетах Лейпцига, Бреслау, Парижа и Страсбурга (степень доктора философии получил в Лейпциге в 1884 году); во Франции, в частности, учился в Сорбонне, Коллеж де Франс и École des Langues Orientales Levant Vivantes, в Бреслау же изучал богословие в иудейской семинарии.
После завершения образования, в 1885 году, вернулся в США и первое время помогал отцу в делах, но уже через несколько месяцев решил посвятить себя археологии и лингвистике. В конце того же года был назначен преподавателем семитских языков в Пенсильванском университете, в 1891 году стал профессором, в 1898 году — главным библиотекарем. Он был президентом Американского Восточного общества (1914—195) и президентом Общества библейской литературы (1916).